# Trichostema suffrutescens
Trichostema suffrutescens là một loài thực vật có hoa trong họ Hoa môi. Loài này được Kearney miêu tả khoa học đầu tiên năm 1894.